# Antonio Capuano (director)
Antonio Capuano (Nápoles, 9 de abril de 1940) es un director de cine, guionista, dramaturgo, escenógrafo y docente italiano.

## Biografía
Tras un largo aprendizaje en la televisión como escenógrafo (entre otras, de la serie Sheridan, squadra omicidi), debutó en el mundo del cine en 1991 con el largometraje Vito y los otros, ganador del Nastro d'argento al mejor director principiante y de la octava edición de la Semana Internacional de la Crítica en el Festival Internacional de Cine de Venecia. El éxito le llegó en 1996 con la película Pianese Nunzio, 14 años en mayo.
Posteriormente, dirigió otras películas como Polvere di Napoli (1998) y Luna rossa (2001), que le valió una nominación al León de Oro en el Festival Internacional de Cine de Venecia de 2001. Otra película de éxito es La guerra di Mario (2005), con la que Capuano ganó el Premio de la Crítica en la 51.ª edición de los Premios David di Donatello. Le siguieron Giallo? (2009), L'amore buio (2010), Bagnoli Jungle (2015), Achille Tarallo (2018) y Agujero en la cabeza (2020). En 2022 recibió el David di Donatello Especial.
Paralelamente a sus actividades artísticas, ocupó la cátedra de Escenografía en la Academia de Bellas Artes de Nápoles.

## Filmografía
- Vito y los otros (Vito e gli altri) (1991)
- L'unico paese al mondo - cortometraje (1994)
- Pianese Nunzio, 14 años en mayo (Pianese Nunzio, 14 anni a maggio) (1996)
- I vesuviani, episodio Sofialorèn (1997)
- Polvere di Napoli (1998)
- Luna rossa (2001)
- La guerra di Mario (2005)
- Giallo? (2009)
- L'amore buio (2010)
- Venice 70: Future Reloaded - documental (2013)
- Bagnoli Jungle (2015)
- Achille Tarallo (2018)
- Agujero en la cabeza (Il buco in testa) (2020)

## Premios y nominaciones
Festival Internacional de Cine de Venecia
| Año  | Categoría                          | Película                        | Resultado |
| ---- | ---------------------------------- | ------------------------------- | --------- |
| 1991 | Semana Internacional de la Crítica | Vito y los otros                | Ganador   |
| 1997 | León de Oro                        | Pianese Nunzio, 14 años en mayo | Nominado  |
| 1997 | León de Oro                        | I vesuviani                     | Nominado  |
| 2001 | León de Oro                        | Luna rossa                      | Nominado  |
| 2010 | Premio Fedeora a la mejor película | L'amore buio                    | Nominado  |
| 2010 | Premio AIF - For Film Fest         | L'amore buio                    | Ganador   |
| 2010 | Premio Fedic                       | L'amore buio                    | Ganador   |
| 2010 | Premio Lanterna Magica             | L'amore buio                    | Ganador   |
| 2010 | Premio Gianni Astrei               | L'amore buio                    | Ganador   |

David di Donatello
| Año  | Categoría              | Película           | Resultado |
| ---- | ---------------------- | ------------------ | --------- |
| 2006 | Mejor director         | La guerra di Mario | Nominado  |
| 2006 | Premio de los críticos | La guerra di Mario | Ganador   |
| 2022 | David Especial         | -                  | Ganador   |

Nastro d'argento
| Año  | Categoría                   | Película                        | Resultado |
| ---- | --------------------------- | ------------------------------- | --------- |
| 1992 | Mejor director principiante | Vito y los otros                | Ganador   |
| 1997 | Mejor guion                 | Pianese Nunzio, 14 años en mayo | Nominado  |
| 1997 | Mejor argumento             | Pianese Nunzio, 14 años en mayo | Nominado  |
| 2002 | Mejor director              | Luna rossa                      | Nominado  |
| 2007 | Mejor guion                 | La guerra di Mario              | Nominado  |
| 2011 | Mejor guion                 | L'amore buio                    | Nominado  |
| 2021 | Mejor guion                 | Agujero en la cabeza            | Nominado  |